# Hydraena parysatis
Hydraena parysatis är en skalbaggsart som beskrevs av Emile Janssens 1981. Hydraena parysatis ingår i släktet Hydraena och familjen vattenbrynsbaggar. Inga underarter finns listade i Catalogue of Life.